# 路易斯·卡尔沃县
路易斯·卡爾沃县（西班牙語：Provincia de Luis Calvo），是玻利維亞的县份，位於該國南部，屬於丘基薩卡省的一部分，县府設於巴卡古斯曼镇，面積13,299平方公里，人口20,479，人口密度每平方公里1人。
20°40′01″S 63°34′59″W / 20.667°S 63.583°W